# Sadowo (Bułgaria)
Sadowo (bułg. Садово) – miasto w Bułgarii, w Obwodzie Płowdiw, ok. 2,5 tys. mieszkańców (stan z 2006 roku). Większość ludności zatrudniona jest w rolnictwie.
Zanotowano tu najwyższą w Bułgarii temperaturę powietrza +45,2 °C.